# Козник (планина)
Козник (алб. Mali Koznik), планина у средишњем делу Метохије, у Подримљу, североисточно од Ђаковице и северно од Ораховца. Представља најсевернији гребен масива планине Милановац. Налази се на крајњем југоистоку Динарског планинског подручја. Северну границу планине чини кањон који је усекла река Мируша, са језерима и водопадима. Козник се у потпуности налази на територији општине Ораховац, а по тренутној администрaтивној подели уведеној од власти у Приштини коју Република Србија не признаје, делимично се простире и кроз општину Малишево.

## Положај
Североисточну границу чини долина реке Мируше, а северну њен кањон. На истоку, суподина Козника се спушта ка долини Белог Дрима. На југу га два масива раздвајају од средишњег масива Милановца: на југоистоку је масив Градиште, висок 1.038 м, а на југозападу масив Дело, са 1.042 м највиша тачка планине Милановац.

## Географија
Читав милановачки масив се уздиже са дна метохијске котлине, у средишњем делу Метохије, које се налази на надморској висини од 450 метара, у правцу северозапад-југоисток. Козник је на северу раздвојен од Гајрак планине епигенетском кречњачком клисуром коју је усекла река Мируша.
Највиши врх планине је Црни Крш, са 1.006 м, који се негде наводи под именом Бајрак, и висином од 1.005 м.

## Воде
Река Шошница извире на југозадапној падини планине, код Дреновца, тече на југ и улива се у Римник, који извире северно од Ораховца. Шошница се улива у Римник непосредно пре него што се он сам улије у Бели Дрим. Код села Козник извире река Шаварина (или Сарош), која се такође улива у Бели Дрим.
Североисточну и северну границу Козника формирала је река Мируша. На путу ка ушћу у Бели Дрим, Мируша је усекла кањонску долину између Козника и Гајрака. Кањон је дугачак 10 км а у проширењима река је формирала 13 језера, повезаних водопадима. Највиши водопад је висок 22 м, а читав комплекс се популарно назива Метохијске Плитвице и налази се по заштитом као Предео изузетних одлика Мируша.

## Насеља
У средишњем делу налазе се села Затрић и Козник. На југоистоку су Острозуб, Јовић и Црноврана, а на југозападу и западу Сановац, Пусто Село, Полужа, Петковић, Чифлак и Крамовик. На североистоку, у долини Мируше, налазе се Малишево, Мируша, Љубижда, Турјак, Доманек и Бубље. На крајњем северу, јужно од кањона Мируше а паралелно са њим, налазе се села Мрасор, Лабучево, Понорац и Горачево.

## Економија
Подручје је претежно пољопривредно-сточарско, уз претежно гајење оваца и коза. На јужном ободу Козника има разних метала, пре свега хрома (села Козник, Дреновац и Затрић), али се не експлоатишу. У истом подручју налази се и каменолом код Острозуба у коме се прозводи украсни камен (полумермер).